# Idioma jeju
El jeju (en coreà: 제주어 Jeju-eo, en jeju: 제줏말 Jejun-mal o 제주말 Jeju-mal), és una llengua coreànica parlada tradicionalment a l'illa de Jeju, Corea del Sud. Encara que l’idioma sovint és classificat com un «dialecte» divergent (en coreà: 제주방언 Jeju bang'eon) de la llengua coreana, és considerat com una llengua tant pel govern provincial com la UNESCO i també cada vegada més en el món acadèmic sud-coreà i estranger.
La llengua jeju no és mútuament intel·ligible amb els dialectes de la Corea peninsular. Les consonants de Jeju són similars a les del coreà de Seül, però Jeju té un inventari de vocals més ampli i conservador.
En el segle xv, Jeju ja divergia del coreà de Seül, i en el segle xvi era inintel·ligible per als visitants de Corea continental. La llengua es va veure greument perjudicada per l'aixecament de Jeju de 1948, la guerra de Corea i la modernització de Corea del Sud. Tots els parlants fluids que queden a l'illa de Jeju tenen ara més de setanta anys. La majoria dels habitants de l'illa de Jeju parlen ara una varietat de coreà amb substrat de Jeju. La llengua pot ser una mica més vigorosa en una comunitat de la diàspora a Osaka, el Japó, però fins i tot allí, els membres més joves de la comunitat parlen japonès. Des de 2010, la UNESCO ha designat la llengua com en perill crític, el nivell més alt de perill lingüístic possible. Els esforços de revitalització estan en marxa.

## Estatus actual
L'idioma oficial de Corea del Sud és el coreà estàndard. Gairebé tots els residents de l'illa de Jeju són bilingües en coreà estàndard i en jeju, mentre que molts dels més joves dominen fins i tot l'anglès. El coreà estàndard és el més utilitzat en la majoria dels espais públics, mentre que el jeju tendeix a reservar-se per al seu ús a casa i en alguns mercats locals. Totes les escoles situades a l'illa de Jeju estan obligades a ensenyar el coreà estàndard i només ofereixen el jeju com a activitat extraescolar no obligatòria. Com a resultat, actualment no hi ha parlants monolingües de Jeju.
En 2018, els parlants fluids de l'illa de Jeju tenien tots més de setanta anys, mentre que es va trobar un competència passiva en algunes persones de quaranta i cinquanta anys. Els illencs més joves parlen coreà amb la influència del substrat de Jeju que es troba en elements residuals del paradigma verbal de Jeju i en vocabulari selecte com els termes de parentiu. La llengua és més vigorosa a Osaka, on pot haver-hi parlants fluids nascuts en una data tan tardana com la dècada de 1960. Des de 2010, la UNESCO ha classificat el jeju com una llengua en perill crític, definida com aquella els «parlants del qual més joves són avis i majors... [que] parlen la llengua parcialment i amb poca freqüència».
Els esforços de revitalització s'han iniciat en la dècada del 2000. El 27 de setembre de 2007, el govern provincial de Jeju va promulgar la Llei per a la Preservació i Promoció de la Llengua de Jeju, que establia plans quinquennals per a la preservació de la llengua amb el suport de l'Estat. La Llei animava a les escoles públiques de l'illa de Jeju a oferir el jeju com a activitat extracurricular, així com a incorporar la llengua com a part de les classes regulars si era pertinent i factible. A més, també es van oferir múltiples programes per a adults. Per exemple, en la Universitat Nacional de Jeju s'ofereixen cada any programes d'idiomes per a adults, que són completament gratuïts. També hi ha diversos centres locals a l'illa de Jeju que ofereixen classes de llengua de Jeju específicament als immigrants casats. No obstant això, no va ser fins que la UNESCO va designar a Jeju com una illa en perill crític en 2010 que el govern provincial va començar a prendre la iniciativa en els esforços de preservació de Jeju. En 2016, el govern provincial va destinar ₩685.000.000 (565.592 dòlars en 2016) a programes de revitalització, i l'Institut de Recerca de Jeju, finançat pel govern, ha recopilat llibres de frases de la llengua. El Ministeri d'Educació provincial també ha publicat llibres de text de Jeju per a les escoles primàries i secundàries, encara que alguns llibres de text realment ensenyen el coreà estàndard intercalat amb elements lèxics de Jeju. Algunes escoles públiques ofereixen programes extraescolars de jeju, però la curta durada d'aquestes classes pot ser insuficient per a promoure un ús més que «simbòlic» per part dels alumnes. La competència lingüística de molts professors també s'ha posat en dubte.